# Дименоксадол

Дименоксадол (Эстоцин, Aesthocinum). Диметиламиниоэтилового эфира дифенил-этоксиуксусной кислоты гидрохлорид.
Синонимы: Dimdenixol hydrochloridum, Dimdenixol hydrochloride, Estocin, Lokarin, Propalgyl.
Входит в перечень наркотических средств, оборот которых в РФ запрещен (список I).

## Общая информация
Синтетический опиоидный анальгетик. По химическому строению имеет элементы сходства с рядом синтетических холинолитиков.
Обладает анальгезирующей и противокашлевой активностью.
По анальгезирующему действию менее активен, чем морфин и промедол, но меньше угнетает дыхание, не повышает тонус блуждающего нерва; оказывает умеренное спазмолитическое и холинолитическое действие, уменьшает спазмы кишечника и бронхов; не вызывает запора.
Назначают в качестве болеутоляющего средства при болях, связанных со спазмами гладкой мускулатуры. Может применяться отдельно и в сочетании с нейролептиками для премедикации и в послеоперационном периоде. Применяют также при травмах (при сильных болях, вызванных обширными травматическими повреждениями, малоэффективен), при подготовке к стоматологическим операциям и др. Используется также при обезболивании родов.
Как анальгезирующее средство назначают внутрь взрослым по 30—60 мг 2—3 раза в день. Под кожу и внутримышечно вводят по 20—40 мг (1—2 мл 2% раствора) 2—3 раза в день. В условиях стационара разовая доза внутрь может быть доведена до 80 мг, а парентерально — до 60 мг (3 мл 2% раствора).
Дозу для детей уменьшают в соответствии с возрастом.
Анальгезирующий эффект наступает быстро (через 10—15 мин после инъекции и через 20—30 мин после приёма внутрь), он относительно непродолжителен (1—2 ч).
Как противокашлевое средство эстоцин применяют при заболеваниях дыхательных путей и лёгких, сопровождающихся кашлем, в том числе при явлениях бронхоспазма. Назначают внутрь взрослым по 15 мг 2—3 раза в день; детям старше 2 лет — по 5—10 мг в зависимости от возраста.
Детям в возрасте до 2 лет эстоцин не назначают.
Эстоцин обычно хорошо переносится. При длительном применении возможно развитие привыкания и пристрастия.
Отпускается с такими же ограничениями, как и другие наркотические анальгетики. В России запрещён к обороту (список I перечня наркотических средств).

## Противопоказания
Препарат противопоказан при угнетении дыхания.

## Физические свойства
Белый кристаллический порошок. Растворим в воде и спирте; рН 2% раствора 4,0—5,5.

## Форма выпуска
Формы выпуска: порошок; таблетки по 5, 15, 30 и 60 мг; 2% раствор в ампулах по 2 мл.